# 布尔代特
布尔代特（法語：Bourdettes，法語發音：[buʁdɛt]）是法国大西洋比利牛斯省的一个市镇，位于该省东部，属于波城区。

## 地理
布尔代特（43°11'46"N, 0°16'30"W）面积2.24 平方千米，位于法国新阿基坦大区大西洋比利牛斯省，该省份为法国东南部省份，涵盖了贝阿恩与北巴斯克，西临大西洋比斯開灣，北至朗德省，东北接热尔省，东临上比利牛斯省，南与西班牙接壤。
与布尔代特接壤的市镇（或旧市镇、城区）包括：阿罗斯德奈、博德雷克斯、米尔佩克斯、奈镇。

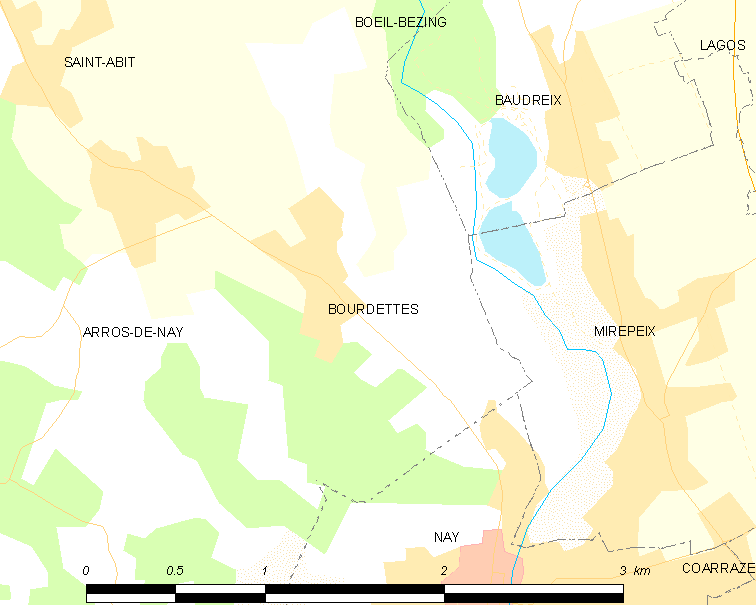
布尔代特的OSM定位图

布尔代特的时区为UTC+01:00、UTC+02:00（夏令时）。

## 行政
布尔代特的邮政编码为64800，INSEE市镇编码为64145。

## 政治
布尔代特所属的省级选区为乌佐姆河、激流与内兹河岸县。

## 人口

1962-2008年间布尔代特人口变化图示

布尔代特于2022年1月1日时的人口数量为506人。